# I. strana V. i M. Orjula
I. strana V. i M. Orjula este o arie protejată (sit de importanță comunitară — SCI) din Croația întinsă pe o suprafață de 489,58 ha, integral marine.

## Localizare
Centrul sitului I. strana V. i M. Orjula este situat la coordonatele 44°29′52″N 14°34′07″E / 44.497823°N 14.568591°E.

## Înființare
Situl I. strana V. i M. Orjula a fost declarat sit de importanță comunitară în iulie 2013 pentru a proteja un număr necunoscut de specii din flora spontană și fauna sălbatică aflate în arealul zonei.

## Biodiversitate
Situată în ecoregiunea marină mediteraneană, aria protejată conține 2 habitate naturale: Straturi cu Posidonia (Posidonion oceanicae), Recifuri.
La baza desemnării sitului se află un număr nedeclarat de specii protejate.